# 肯尼亚山
肯尼亚山（英語：Mount Kenya）为肯尼亚第一高峰及非洲第二高峰，仅次于乞力马扎罗山。最高主峰为巴蒂安峰（5,199（17,057英尺））、内利恩峰（5,188（17,021英尺））及勒纳纳峰（4,985（16,355英尺））。肯尼亚山位于肯尼亚中部，赤道以南约16.5（10.3英里），首都内罗毕东北偏北约150（93英里）。肯尼亚共和国国名即来源于肯尼亚山。
肯尼亚山为一复式火山，于三百万年前随东非裂谷带形成而产生。冰期到来前其海拔为7,000（23,000英尺）。过去数千年来其为冰帽所覆盖，由此导致其极度侵蚀的山坡及自中心发散的诸多峡谷。目前肯尼亚山共有11座小型冰川。山坡植被覆盖率高，为肯尼亚提供了重要的水源。
自山脚至山顶有诸多植被带，山坡下部由多种树林覆盖。诸多高山植物为肯尼亚特有，如巨型半边莲、黄菀及当地亚种蹄兔。肯尼亚山中部面积715平方（276平方英里）的地区被指定为国家公园，于1997年成为联合国教科文组织世界遗产。国家公园每年访客量超过16,000人。